# Conquer
Conquer je šesti studijski album metal sastava Soulfly, objavljen 29. srpnja 2008.
Pri promociji albuma, Max Cavalera je izjavio da su na njega utjecali Bolt Thrower, Napalm Death i Slayer. Na bonus izdanju nalaze se tri dodatne pjesme te DVD s nastupa uživo u Varšavi, te spot za pjesmu "Innerspirit" s prethodnog albuma Dark Ages
Album je u SAD-u u prvom tjednu prodan u 8.400 primjeraka, te se nalazio na 66. mjestu Billboard 200 top liste. Prvi singl objavljen s njega bio je "Unleash".

## Popis pjesama
| 1.    | »Blood Fire War Hate«    | 4:59 |
| 2.    | »Unleash«                | 5:10 |
| 3.    | »Paranoia«               | 5:31 |
| 4.    | »Warmageddon«            | 5:22 |
| 5.    | »Enemy Ghost«            | 3:02 |
| 6.    | »Rough«                  | 3:27 |
| 7.    | »Fall of the Sycophants« | 5:09 |
| 8.    | »Doom«                   | 4:58 |
| 9.    | »For Those About to Rot« | 6:47 |
| 10.   | »Touching the Void«      | 7:25 |
| 11.   | »Soulfly VI«             | 5:20 |
| 57:20 |                          |      |

| 1. | »Mypath«                                               | 4:43 |
| 2. | »Sailing On« (obrada pjesme Bad Brainsa)               | 4:41 |
| 3. | »The Beautiful People« (obrada pjesme Marilyn Mansona) | 4:23 |

### Bonus DVD
- Uživo u Varšavi

1. "Prophecy"
2. "Downstroy"
3. "Seek 'n' Strike"
4. "No Hope = No Fear"
5. "Jumpdafuckup / Bring It"
6. "Living Sacrifice"
7. "Mars"
8. "Brasil"
9. "No"
10. "L.O.T.M."
11. "Porrada"
12. "Drums"
13. "Moses"
14. "Frontlines"
15. "Back to the Primitive"
16. "Eye For An Eye"

Glazbeni spot
1. "Innerspirit"

## Produkcija
- Soulfly:

- Max Cavalera - gitara, sitar, vokal, producent, berimbau
- Marc Rizzo - gitara, vokal, flamenco gitara
- Joe Nunez - udaraljke, bubnjevi
- Bobby Burns - bas-gitara

## Top liste
| Godina | Top lista      | Pozicija |
| ------ | -------------- | -------- |
| 2008.  | Billboard 200  | 66.      |
| 2008.  | UK Rock Albums | 7.       |
| 2008.  | Njemačka       | 15.      |
| 2008.  | Austrija       | 16.      |
| 2008.  | Australija     | 19.      |
| 2008.  | Finska         | 20.      |
| 2008.  | Nizozemska     | 33.      |